# Conny und Peter machen Musik
Conny und Peter machen Musik ist ein Schlagerfilm aus dem Jahr 1960. Die deutsche Produktion entstand unter der Regie von Werner Jacobs. In den Hauptrollen sind Cornelia Froboess und Peter Kraus zu sehen.

## Handlung
Sommer am Luganer See.  Nach einem Fahrradunfall wird die junge Conny vom sympathischen Cabriofahrer Peter ein Stück mitgenommen, da sie zum noblen Splendide-Hotel in Morcote muss. Conny glaubt, Peter sei wohlhabend, während Peter in ihr einen Hotelgast vermutet. In Wirklichkeit ist Peter nur Kellner in der von Wirt Grossi geleiteten Osteria, in der unter anderem die Baronesse Sandberg häufiger Gast ist. Conny wiederum ist zwar die Nichte von Hoteldirektor Trautmann, absolviert aber gerade eine Ausbildung als Zimmermädchen. Trautmann will nicht, dass ihre Verwandtschaft bekannt ist, da Conny wie jede andere Angestellte behandelt werden soll.
Conny und Peter kommen bald hinter die wahre Identität des anderen. Als Peter von Grossi entlassen wird, weil er sich zu sehr um seine weiblichen Gäste kümmert, will Conny bei Onkel Trautmann ein gutes Wort für Peter einlegen. Der jedoch hat ganz andere Sorgen als die Einstellung eines weiteren Kellners: In seinem Hotel soll in Kürze die Miss-Europa-Wahl abgehalten werden und die Vorbereitungen verlaufen chaotisch. Zudem verschwindet seit kurzer Zeit immer wieder wertvoller Schmuck der Gäste und der Dieb konnte bisher nicht entlarvt werden. Hoteldetektiv Mägerli erweist sich als unfähig und so fordert Trautmann einen Profi aus Zürich an. Conny macht die Bitte rückgängig und stellt ihrem Onkel stattdessen den begeisterten Hobbydetektiv Peter als den Schweizer Spezialisten vor. Der Einfachheit halber soll sich Peter als Kellner verkleidet an die Ermittlungen begeben.
Zunächst verlaufen die Nachforschungen erfolglos. Da sich Peter und Mägerli nicht kennen, verdächtigen sie einander des Stehlens. Als Mägerli über mehrere unglückliche Umstände im Schrankkoffer in das Zimmer der pummeligen Ex-Miss-Nordsee transportiert wird, bekommt diese einen Schreianfall. Mägerli wird von Peter verhaftet, was Trautmann am Ende an die Unfähigkeit Peters glauben lässt.
Zusammen mit Conny ist Peter schließlich auf der richtigen Spur. Vor dem Hotel haben sie das charakteristische Pfeifen Grossis gehört, auf das wiederum die im Hotel wohnende Baronesse Ingrid Sandberg reagiert hat. Um die Baronesse und Grossi des Diebstahls zu überführen, entwickeln beide ein ausgeklügeltes Überwachungssystem und tatsächlich sieht Conny Grossi vor dem Hotel und Peter erwischt die Baronesse beim heimlichen Durchstöbern fremder Hotelzimmer. Als er sie stellen will, versteckt sie den Schmuck in einer Blumenvase und bezichtigt Peter des Raubes, als er ihren Schmuck als vermeintlich gestohlenen an sich nimmt. Peter wird verhaftet und von der Polizei verhört. Conny handelt allein. Sie überwacht die Baronesse, die den Schmuck in ihrem Schmuckkästchen versteckt und das Hotel verlassen will. Als Conny das Kästchen aufbricht, flieht die Baronesse mit dem Schmuckbeutel und mischt sich heimlich unter die Schönheitsköniginnen. Der freigelassene Peter kann Grossi mit dem charakteristischen Pfiff anlocken und zusammen mit Conny überwältigen. Auch die vor ihren Verfolgern fliehende Baronesse, die den gestohlenen Schmuck bei sich trägt, geht den beiden pfeifenden Jugendlichen in die Falle. Der Fall ist gelöst. Zum Dank erhält Peter einen Dreijahresvertrag als Kellner im Splendide, während Conny endlich ein Cabrio geschenkt bekommt.

## Produktion
Conny und Peter machen Musik wurde in Lugano gedreht – der See, an dem Froboess ihr Lago Maggiore singt, ist also keineswegs dieser, sondern der Lago di Lugano. Das Hotel Splendide Royal diente dabei als Kulisse. Der Film erlebte am 11. August 1960 im Stuttgarter Gloria-Palast seine Uraufführung. Nach Wenn die Conny mit dem Peter war es die zweite filmische Zusammenarbeit von Cornelia Froboess und Peter Kraus.
Im Film werden verschiedene Schlager, zum Teil wiederholt, gesungen. Die Musik stammt von Werner Scharfenberger, wobei die „Conny“-Lieder von Charly Niessen und Gerhard Froboess geschrieben wurden.
- Cornelia Froboess: Lago Maggiore
- Cornelia Froboess: Junge, mach Musik
- Cornelia Froboess und Peter Kraus: Sag mir, was du denkst
- Peter Kraus: Va Bene
- Peter Kraus: Cowboy-Jenny
- Trude Herr: Morgens bin ich immer müde

Erstmals waren Cornelia Froboess und Peter Kraus nicht nur im Film im Duett zu hören, sondern auch auf Schallplatte. Hatten sich bei ihrem ersten Film Wenn die Conny mit dem Peter die Plattenfirmen Electrola (Froboess) und Polydor (Kraus) nicht auf eine Veröffentlichung der Duette einigen können und diese daher mit neuen Duettpartnern für die Platte einsingen lassen, wurde Sag mir, was du denkst nun erstmals von beiden Plattenfirmen in gleicher Aufnahme parallel vertrieben.
Filmjuwelen gab den Film innerhalb der Sammlung „Filmjuwelen der Filmgeschichte“ zusammen mit Wenn die Conny mit dem Peter am 29. November 2019 auf DVD heraus.

## Kritik
Die Filmblätter schrieben 1960, dass „die sangesfreudige Lustspielerei […] von der Regie anspruchslos aber spielfreudig arrangiert [sei …] Leichtes Lustspiel, harmlos-nett.“
Das Lexikon des Internationalen Films nannte Conny und Peter machen Musik einen „Klamaukfilm für Teenager“.
Für Cinema war der Film ein „leichter Trällerspaß mit dem Schlagertraumpaar“.
Die Kritikerrezension auf der Seite Kino.de fiel wenig schmeichelhaft aus. Dort hieß es: „Mäßig spaßiger Musikfilm für ein biederes Teen-Publikum.“ Weiter wurde ausgeführt: „Das Schlagertraumpaar, die hübsche Conny Froboes und der unverwüstliche Sonnyboy Peter Kraus, trällert unter der Regie von Werner Jacobs muntere Liedchen in die Kamera. Im typischen Musikfilmstil reihen sich Klischees und seichte Unterhaltung sorglos aneinander während für die hartgesottenen Schlagerfans Trude Herr in einem kleinen Cameo-Auftritt absolviert. Das Ergebnis ist hinlänglich bekannt: Friedfertig-harmloses, mäßig spaßiges 50er-Jahre-Kino ohne Tiefgang.“